# ATP Taipei
Il Torneo di Taipei è stato un torneo di tennis giocato a Taipei in Taiwan. L'evento si è tenuto dal 1977 al 1984 e poi nel 1992. La superficie utilizzata era il sintetico indoor.

## Albo d'oro

### Singolare
| Anno    | Vincitore        | Finalista        | Punteggio          |
| ------- | ---------------- | ---------------- | ------------------ |
| 1977    | Tim Gullikson    | Ismail El Shafei | 6–7, 7–5, 7–6, 6–4 |
| 1978    | Brian Teacher    | Tom Gorman       | 6–3, 6–3, 6–3      |
| 1979    | Robert Lutz      | Pat Du Pré       | 6–3, 6–4, 2–6, 6–3 |
| 1980    | Ivan Lendl       | Brian Teacher    | 6–7, 6–3, 6–3, 7–6 |
| 1981    | Robert Van't Hof | Pat Du Pré       | 7–5, 6–2           |
| 1982    | Brad Gilbert     | Craig Wittus     | 6–1, 6–4           |
| 1983    | Nduka Odizor     | Scott Davis      | 6–4, 3–6, 6–4      |
| 1984    | Brad Gilbert     | Wally Masur      | 6–3, 6–3           |
| 1985-91 | non disputato    | non disputato    | non disputato      |
| 1992    | Jim Grabb        | Jamie Morgan     | 6–3, 6–3           |

### Doppio
| Anno    | Vincitori                       | Finalisti                         | Punteggio     |
| ------- | ------------------------------- | --------------------------------- | ------------- |
| 1977    | Chris Delaney Pat Du Pré        | Steve Docherty Tom Gorman         | 7–6, 7–6      |
| 1978    | Sherwood Stewart Butch Walts    | Mark Edmondson John Marks         | 6–2, 6–7, 7–6 |
| 1979    | Mark Edmondson John Marks       | Pat Du Pré Robert Lutz            | 6–1, 3–6, 6–4 |
| 1980    | Bruce Manson Brian Teacher      | John Austin Ferdi Taygan          | 6–4, 6–0      |
| 1981    | Mike Bauer John Benson          | John Austin Mike Cahill           | 6–4, 6–3      |
| 1982    | Larry Stefanki Robert Van't Hof | Fred McNair Tim Wilkison          | 6–3, 7–6      |
| 1983    | Wally Masur Kim Warwick         | Ken Flach Robert Seguso           | 7–6, 6–4      |
| 1984    | Ken Flach Robert Seguso         | Drew Gitlin Hank Pfister          | 6–1, 6–7, 6–2 |
| 1985-91 | non disputato                   | non disputato                     | non disputato |
| 1992    | John Fitzgerald Sandon Stolle   | Patrick Baur Christo van Rensburg | 7–6, 6–2      |